# سل (کلوئید)
سُل (به انگلیسی: Sol)، یک محلول کلوئیدی از ذرات جامد بسیار ریز در محیط‌های مایع همگن می‌باشد. سول‌ها کاملاً پایدار هستند و نشان‌دهندهٔ اثر تیندال (به انگلیسی: Tyndall effect) می‌باشند. نمونه‌هایی از سول‌ها عبارتند از: خون، جوهر رنگ، و مایعات سلولی.
سول‌های مصنوعی ممکن است توسط پراکندگی یا تراکم تهیه گردند. تکنیک‌های پراکندگی عبارتند از سنگ‌شکنی جامد به ابعاد کلوئیدی با استفاده از آسیاب توپ و روش قوس بردیگ (به انگلیسی: Bredig's arc method). پایداری سول‌ها ممکن است با استفاده از عوامل پراکنده حفظ شود.
سول‌ها معمولاً در تهیه سول ژل استفاده می‌شود.